# Mongolojassus vinokurovi
Mongolojassus vinokurovi är en insektsart som beskrevs av Alexander Fyodorovich Emeljanov 1976. Mongolojassus vinokurovi ingår i släktet Mongolojassus och familjen dvärgstritar. Inga underarter finns listade i Catalogue of Life.